# جون نيكلسون
جون نيكلسون (بالإنجليزية: John Nicholson)‏ (21 سبتمبر 1936 بليفربول في المملكة المتحدة - 3 سبتمبر 1966 بدونكاستر في المملكة المتحدة) هو لاعب كرة قدم بريطاني في مركز الدفاع. لعب مع بورت فايل ونادي دونكاستر روفرز ونادي ليفربول.